# Bergschmied

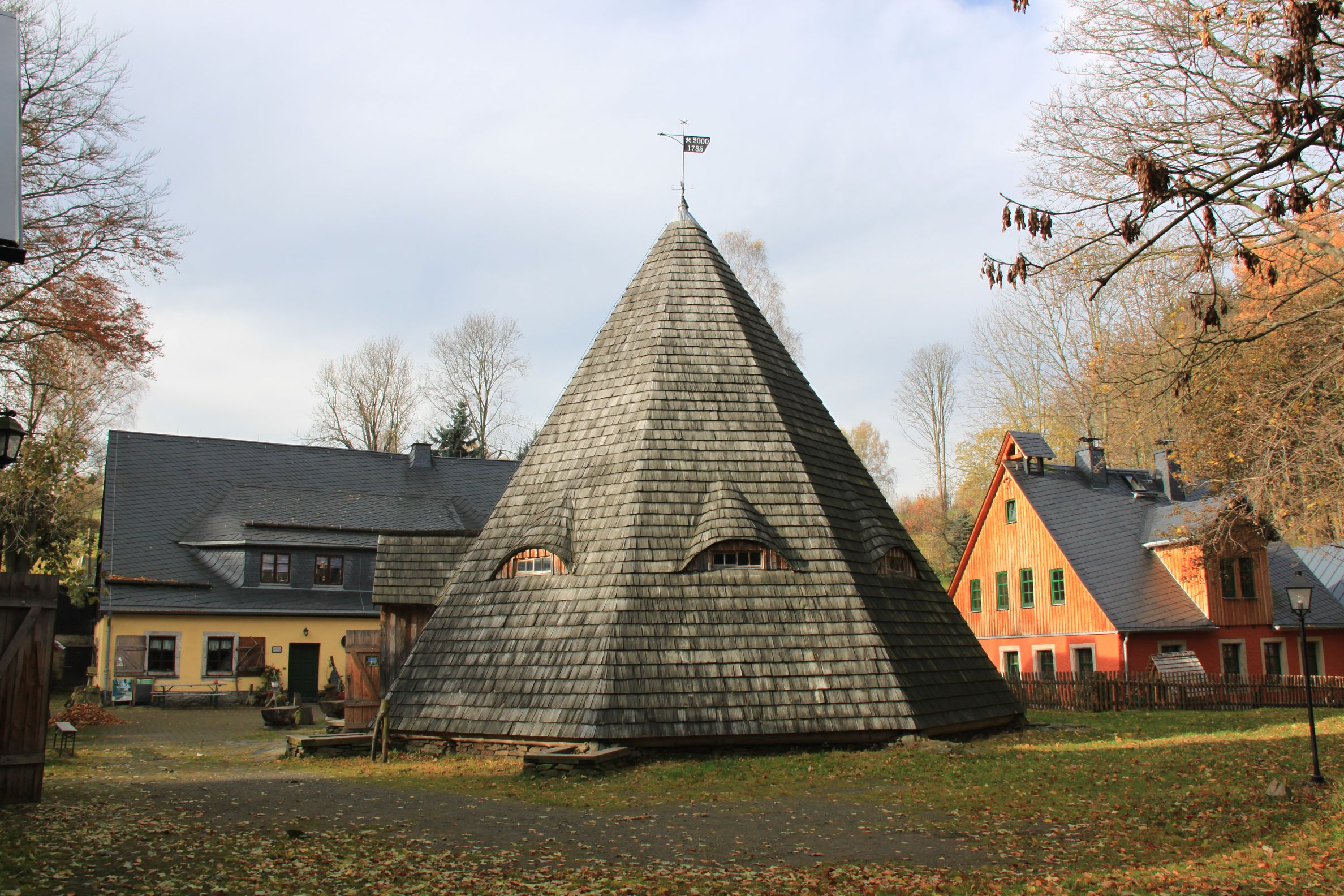
Huthaus, Bergschmiede und Pferdegöpel der ehemaligen Fundgrube Markus-Röhling-Stolln in Frohnau

Der Bergschmied war ein Handwerker, der die zum Bergbau erforderlichen Gerätschaften aus Eisen schmiedete. Er unterstand der Berggerichtsbarkeit, was ihm besondere Privilegien, aber auch besondere Pflichten einbrachte.

## Aufgaben und Privilegien
Die Aufgaben und Privilegien des Bergschmieds waren in der Bergschmiedeordnung geregelt. Wollte ein Bergschmied die Meisterprüfung ablegen, so musste er als Prüfungsstück entweder eine Kratze oder einen Keil anfertigen. Des Weiteren musste er einen Bergkübel und eine Wasserkanne beschlagen. Nach der bestandenen Meisterprüfung musste der Bergschmied vor dem Bergamt den Bergschmiedeeid sprechen. Mit dem Eid gelobte er feierlich, dass er die Grubengerätschaften in bestem Zustand liefern würde und weder altes noch neues Eisen veruntreuen würde. Hatte ein Bergwerk sehr viele Schmiedearbeiten zu erledigen, so konnte es hierfür beim Bergamt eigene Schmiedestätten mieten. Die Bergschmiedestatt war die Werkstatt, in welcher der Bergschmied die erforderlichen Grubengeräte, wie z. B. das Gezähe, schmiedete. Die Bergschmiede unterstanden wie alle Zechenhäuser und Huthäuser der Berggerichtsbarkeit. Der Bergschmied hatte auch gewisse Steuerbefreiungen und als besonderes Privileg besaß er in einigen Ländern eine beschränkte Schankgenehmigung. Er durfte den Bergleuten und den Fuhrleuten Bier und Branntwein als „Labetrunk“ ausschenken.

## Bezahlung
Der Lohn des Bergschmieds wurde in der Regel vom Bergamt festgesetzt. Allerdings war die Bezahlung recht unterschiedlich geregelt. In einigen Ländern bekam der Bergschmied für seine Arbeit einen festgesetzten Lohn, der dem Gedinge eines Doppelhauers entsprach. Es gab aber auch Länder, in denen die Bezahlung des Bergschmieds anders geregelt war. So erhielt er dort für das Schmieden, Schärfen und Härten des Gezähes ein gewisses Wochenentgelt, das abhängig davon war, wie viele Häuer auf dem Bergwerk arbeiteten. Neu gefertigte Bergeisen oder Fäustel wurden besonders vergütet.